# عحا نيث
عحا نيث امرأة مصرية قديمة، عاشت في عصر الأسرة الأولى. سُميت بهذا الاسم تيمنًا بالإلهة نيث.
دفُن فرعون الأسرة الأولى جت في المقبر "Z" في أم العقاب ووجدت لوحة تذكارية تحمل اسم عحا نيث في هذه المقبرة. تحمل اللوحة اسم «UC 14268».